# Babin Kal
Babin Kal (cirill betűkkel Бабин Кал) egy falu Szerbiában, a Piroti körzetben, a Bela Palanka községben.

## Népesség
- 1948-ban 685 lakosa volt.
- 1953-ban 623 lakosa volt.
- 1961-ben 516 lakosa volt.
- 1971-ben 370 lakosa volt.
- 1981-ben 180 lakosa volt.
- 1991-ben 107 lakosa volt
- 2002-ben 51 lakosa volt, akik mindannyian szerbek.